# ۴۴۲ (پیش از میلاد)
۴۴۲ (پیش از میلاد) ۴۴۲مین سال قبل از تقویم میلادی است.